# Ilyanthus
Ilyanthus is een geslacht van zeeanemonen uit de familie van de Haloclavidae. 

## Soorten
- Ilyanthus neglectus (Leidy, 1855)
- Ilyanthus scoticus (Forbes, 1840)